# Calgary Region

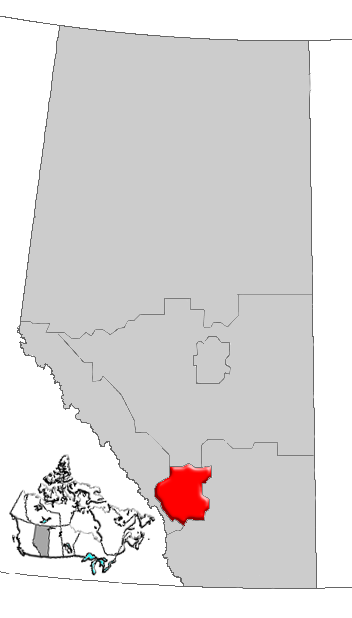
Auf der Karte von Alberta ist die Lage der Region rot markiert.

Calgary Region, eigentlich Calgary Metropolitan Region (CMR), ist eine der sechs Regionen in der kanadischen Provinz Alberta. Mehr als ein Drittel der Bevölkerung der Provinz leben in diesem Bereich (rund 1,46 Millionen von 4,07 Millionen).
Die Region umfasst die Stadt Calgary sowie die Städte (englisch City) Airdrie und Chestermere, die Kleinstädte (englisch Town) Black Diamond, Cochrane, Crossfield, High River, Irricana, Okotoks, Strathmore und Turner Valley, die Dörfer (englisch Village) Beiseker und Longview, die Bezirke (englisch Municipal district) Foothills County und Rocky View County, sowie die Indianerreservate Tsuu T'ina 145 and Eden Valley 216.

## Geographie
| Alberta’s Rockies | Zentral-Alberta                             |             |
| Alberta’s Rockies | Kompassrose, die auf Nachbargemeinden zeigt | Süd-Alberta |
|                   | Süd-Alberta                                 |             |

## Verkehr

### Straßen
Neben dem Alberta Highway 1 (Trans-Canada Highway) und dem Highway 2 (Queen Elizabeth II Highway) führen die folgenden Straßen durch die Region:
| Nr. | Name           |
| --- | -------------- |
| 1A  | -              |
| 2A  | -              |
| 8   | Glenmore Trail |
| 201 | Stoney Trail   |

### Flughäfen
- Calgary International Airport